# La Stagione Frankfurt
La Stagione Frankfurt est un ensemble allemand de musique baroque et classique fondé en 1988, adepte de l'interprétation historiquement informée, soit l'interprétation sur instruments anciens ou copies d'instruments anciens.

## Historique
L'ensemble La Stagione Frankfurt a été fondé en 1988 par le flûtiste et chef d'orchestre allemand Michael Schneider,,, autour des membres de l'ensemble Camerata Köln.
Michael Schneider entame sa carrière de flûtiste solo en remportant un prix au Concours international de musique de l'ARD de 1978 à Munich,. En 1979, il est un des membres fondateurs de l'ensemble de musique de chambre Camerata Köln.
En 1988, il fonde l'ensemble La Stagione Frankfurt avec lequel il enregistrera plus de 100 disques dans les genres de l'opéra, de l'oratorio et de la symphonie, dans l'esprit de l'interprétation historiquement informée, c'est-à-dire sur instruments anciens (ou copies d'instruments anciens).
L'ensemble se surnomme lui-même « Die Klang-Gourmets » c'est-à-dire « Les gourmets du son ».
La Stagione Frankfurt est soutenue par le Ministère de la Culture et des Sciences du Land de Hesse,.

## Répertoire
Un des aspects importants du travail de l'ensemble La Stagione Frankfurt, dont le slogan est « Unerhörtes hörbar machen » en allemand (« Rendre audible l'inouï ») et « Bringing the undiscovered to your ears » en anglais (« Apporter à vos oreilles ce qui n'a pas encore été découvert »), est la redécouverte d'œuvres méconnues,,,.
Michael Schneider et son ensemble s'attachent donc à faire entendre des compositeurs peu connus représentatifs de l'école préclassique de Vienne (Georg Matthias Monn), de l'école de Berlin (Georg Anton Benda), de l'école de Mannheim (Ignaz Holzbauer), du style galant (Karl Friedrich Abel) ou de l'Empfindsamkeit (Joseph Martin Kraus), sans négliger pour autant Geminiani, Gluck, Hasse, Telemann, Scarlatti ou Stradella.

## Collaborations
La Stagione travaille avec de nombreux solistes réputés comme Claron McFadden, Christoph Prégardien et son fils Julian, Gotthold Schwarz, Simone Kermes, Núria Rial, Emma Kirkby,, Barbara Schlick, Sandrine Piau ou Klaus Mertens.

## Accueil critique
Pour le site Early Music Review « La Stagione is a very impressive period-instrument-group […] Their control of dynamics, phrasing and their sense of style are compelling. […] Very impressing all round. » (La Stagione est un ensemble très impressionnant sur instruments d'époque […] Leur contrôle de la dynamique, du phrasé et leur sens du style sont fascinants. […] Très impressionnant d'un bout à l'autre).
Pour le site Bach Cantatas, la polyvalence de Michael Schneider d'une part, et la flexibilité artistique des musiciens, d'autre part, permettent une exécution convaincante et authentique d'une large gamme d'œuvres allant du répertoire baroque au répertoire contemporain, en passant par les symphonies classiques.

## Discographie sélective
La Stagione Frankfurt a réalisé de nombreux enregistrements pour les labels cpo, Cappriccio, Deutsche Harmonia Mundi et Koch-Classics :
- 1991 : La Colpa, Il Pentimento, la Grazia d'Alessandro Scarlatti (Capriccio)
- 1992 : Paride et Elena de Christoph Willibald Gluck, avec la soprano Claron McFadden
- 1993 : Symphonies op.10 no 1-6 de Karl Friedrich Abel
- 1993 : 4 Flute concertos de Karl Friedrich Abel
- 1993 : Piramo e Tisbe de Johann Adolf Hasse, avec la soprano Barbara Schlick
- 1995 : Günther von Schwarzburg d'Ignaz Holzbauer
- 1996 : Concerti de Georg Matthias Monn, avec le violoncelliste Rainer Zipperling, la claveciniste Sabine Bauer et la violoniste Mary Utiger
- 1996 : 9 Symphonies de Franz Beck
- 2001 : Stabat Mater de Franz Beck, avec Sandrine Piau, Klaus Mertens et le Vokalensemble des SWR
- 2003 : Klavierkonzerte op.11 Nr.1-6, concertos pour clavecin et pianoforte de Karl Friedrich Abel, avec Sabine Bauer
- 2004 : Harpsichord Concertos de Jiří Antonín Benda (Georg Anton Benda), avec la claveciniste Sabine Bauer
- 2007 : Complete Symphonic Works de Simon Le Duc
- 2008 : Miserere / Requiem / Stella coeli de Joseph Martin Kraus avec le Deutscher Kammerchor
- 2009 : Flute Concertos d'Ignaz Holzbauer
- 2011 : 5 Sinfonias de Gaspard Fritz
- 2014 - 2018 : The Grand Concertos for Mixed Instruments Vol.1-6, de Georg Philipp Telemann
- 2015 : Symphonies op.7 de Karl Friedrich Abel